# Michael Burleigh
Michael Burleigh (* 3. April 1955 in London) ist ein britischer Historiker.
Michael Burleigh studierte Neuere und Mittelalterliche Geschichte am University College London. 1982 folgte der Ph.D. in Mittelalterlicher Geschichte. Er hatte Lehraufträge am New College, Oxford, der London School of Economics. Seit 1995 war er Distinguished Research Professor für Neuere Europäische Geschichte an der University of Cardiff. Seit 1999 ist Burleigh in den USA tätig, zunächst als Professor der Rutgers University, seit 2000 hat er den Lehrstuhl für Geschichte an der Washington and Lee University in Lexington (Virginia) inne. 2001 wurde ihm der Samuel Johnson Prize for Non-Fiction für The Third Reich verliehen. 2002 wurde er eingeladen, die Cardinal Basil Hume Memorial Lectures am Heythrop College der University of London zu halten. Burleigh ist wissenschaftlicher Beirat am Institut für Zeitgeschichte in München und der Zeitschrift Totalitarismus und Demokratie sowie Fellow der Royal Historical Society. Außerdem hat er die Fachzeitschrift Totalitarian Movements and Political Religions gegründet.
Seine Arbeiten wurden zum Teil ins Tschechische, Estnische, Finnische, Französische, Deutsche, Hebräische, Ungarische, Italienische, Japanische, Spanische und ins Polnische übersetzt. Er hat Filmdokumentationen unter den Titeln herausgegeben: Selling Murder. The Killing Films of the Third Reich, Heil Herbie. The Story of the Volkswagen Beetle.
Seit 1991 lebt er in South East London. Burleigh ist Autor und Berater des 2008 gegründeten Magazins Standpoint, welches der Tradition des vormaligen, von der CIA finanzierten Magazins Encounter folgt.
Heinz Schilling schrieb über Burleighs Buch Irdische Mächte, göttliches Heil (2008): „Burleighs Darstellung wird dem neuen Gewicht seines Themas durchgehend gerecht, jedenfalls die des 19. und 20. Jahrhunderts. Ohne dem Kenner wirklich Neues oder Überraschendes zu bieten, gelingt es ihm in souveräner Kenntnis der internationalen Forschung und ihrer Quelleneditionen, dem Leser ein ebenso differenziertes wie klar konturiertes Panorama des Zusammenspiels von Religion und Politik in Europa und Amerika vom späten 18. bis ins frühe 21. Jahrhundert vor Augen zu stellen.“ Burleigh gelinge es darüber hinaus, „über diesen weiten epochalen Spannungsbogen hinweg eine nie abbrechende Faszination aufzubauen“, was unter anderem „an seiner stets konkreten, mit anschaulichen Beispielen operierenden Darstellungsweise“ liege.

## Schriften (Auswahl)
Monografien
- Germany Turns Eastwards. A Study of Ostforschung in the Third Reich. Cambridge University Press, Cambridge u. a. 1988, ISBN 0-521-35120-0.
- mit Wolfgang Wippermann: The Racial State. Germany 1933–1945. Cambridge University Press, Cambridge u. a. 1991, ISBN 0-521-39114-8.
- Death and Deliverance. „Euthanasia“ in Germany, c. 1900–1945. Cambridge University Press, Cambridge u. a. 1994, ISBN 0-521-41613-2.
  - Tod und Erlösung. Euthanasie in Deutschland 1900–1945. Pendo-Verlag, Zürich u. a. 2002, ISBN 3-85842-485-4.
- The Third Reich. A New History. Pan Macmillan, London u. a. 2000, ISBN 0-333-64487-5.
  - Die Zeit des Nationalsozialismus. Eine Gesamtdarstellung. S. Fischer Verlag, Frankfurt am Main 2000, ISBN 3-10-009005-5.
- Earthly Powers. Religion and Politics in Europe from the Enlightenment to the Great War. HarperCollins, London 2005, ISBN 0-00-719572-9.
  - Earthly Powers. The Clash of Religion and Politics in Europe, from the French Revolution to the Great War. 1st Harper Perennial edition. Harper Perennial, New York NY u. a. 2007, ISBN 978-0-06-058093-3.
  - Irdische Mächte, göttliches Heil. Die Geschichte des Kampfes zwischen Politik und Religion von der Französischen Revolution bis in die Gegenwart. Deutsche Verlags-Anstalt, München 2008, ISBN 978-3-421-04229-3.
- Small wars, faraway places. Global insurrection and the making of the modern world, 1945–1965. Viking, New York NY 2013, ISBN 978-0-670-02545-9.

Herausgeberschaften
- Confronting the Nazi past. New debates on modern German history. Collins & Brown, London 1996, ISBN 1-85585-183-0.
- Moral combat. A history of World War II. HarperPress, London 2010, ISBN 978-0-00-719576-3.